# روبين رويو
روبين رويو كاستيلو (بالإسبانية: Rubén Royo)‏ (مواليد 20 سبتمبر 1987 في فيتوريا، غاستيز، ألافا، إقليم الباسك) هو لاعب كرة قدم إسباني، يلعب لنادي توديلانو في دوري الدرجة الثانية الإسباني، في مركز خط الوسط.

## وصلات خارجية
- BDFutbol profile
- Futbolme profile (بالإسبانية)